# حسين طيبي
حسين طيبي (بالفارسية: حسین طیبی) هو لاعب كرة قدم إيراني في مركز الهجوم، ولد في 29 سبتمبر 1988 في مشهد في إيران. لعب مع Mes Sungun FSC ‏.

## وصلات خارجية
- حسين طيبي على موقع الاتحاد الدولي (مؤرشف)  (الإنجليزية)